# The Dictionary of Fashionable Nonsense
The Dictionary of Fashionable Nonsense, sous-titré A Guide for Edgy People, est un livre de 2006 d'Ophelia Benson et de Jeremy Stangroom.
Le livre est une satire sur le postmodernisme, le jargon moderne et la pensée anti-rationnelle dans le monde universitaire contemporain. Couvrant des écoles de pensée telles que le féminisme de la différence, la déconstruction et la sociologie de la connaissance, les auteurs révèlent que le jargon compliqué, la syntaxe torturée et le style illisible, cachent le fait que rien de nouveau n'est dit. 
The Times Literary Supplement a déclaré au sujet de l'ouvrage : « Avec esprit et inventivité, Benson et Stangroom nous font passer en revue l'argot qui jonche si souvent des textes postmodernes ». Dans The Guardian, Ben Marshall l'a considéré comme « un résumé presque parfait de la banalité du discours postmoderne ». 
Les auteurs du livre ont été interviewés sur le livre par la radio ABC en Australie.

## Voir également
- Impostures intellectuelles